# Wilhelm Falke

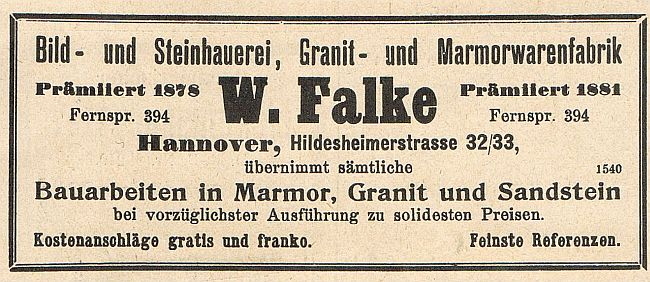
Annonce der „Bild- und Steinhauerei, Granit- und Marmorwarenfabrik W. Falke“ aus dem Jahr 1906

Wilhelm Falke in Hannover war eine im 19. Jahrhundert begründete Bild- und Steinhauerei sowie Granit- und Marmorwaren-Fabrik. Zu den Werken des mehrfach prämierten Unternehmens zählen neben ausgeführten Bauarbeiten in Natursteinen insbesondere erhaltene Grabdenkmäler.

## Geschichte
In den Adressbüchern der Königlichen Residenzstadt Hannover (AB) firmierte das Unternehmen Wilhelm Falke ab der Gründerzeit des Deutschen Kaiserreichs im Jahr 1871 bereits „mit einem Lager von Grabdenkmälern“ am – damaligen – Engelbosteler Damm 12 sowie einem Lagerplatz „neben dem neuen St. Nikolai-Kirchhofe“.
1879 titelte die Firma dann als „Fabrik und Lager von Grabmonumenten von Sandstein, Marmor, Fichtelgebirge-Syenit und schwedischem Granit in allen Sorten und Farben.“
Ob „W. Falke“ oder seine hannoverschen Mitbewerber Adolf Tippenhauer und W. A. Bleckert – laut dem AB von 1877 mit Sitz am Engelbosteler Damm 30 – eigene Steinbrüche unterhielten, konnte Ludwig Hoerner bei Auswertung sämmtlicher Adressbücher Hannovers bis zum Jahr 1900 noch nicht ermitteln.
1878 firmierte W. Falke dann in der Hildesheimerstraße 32/33p und wurde im selben Jahr sowie 1881 für ihre Arbeiten ausgezeichnet.

## Bekannte Grabdenkmäler (Auswahl)

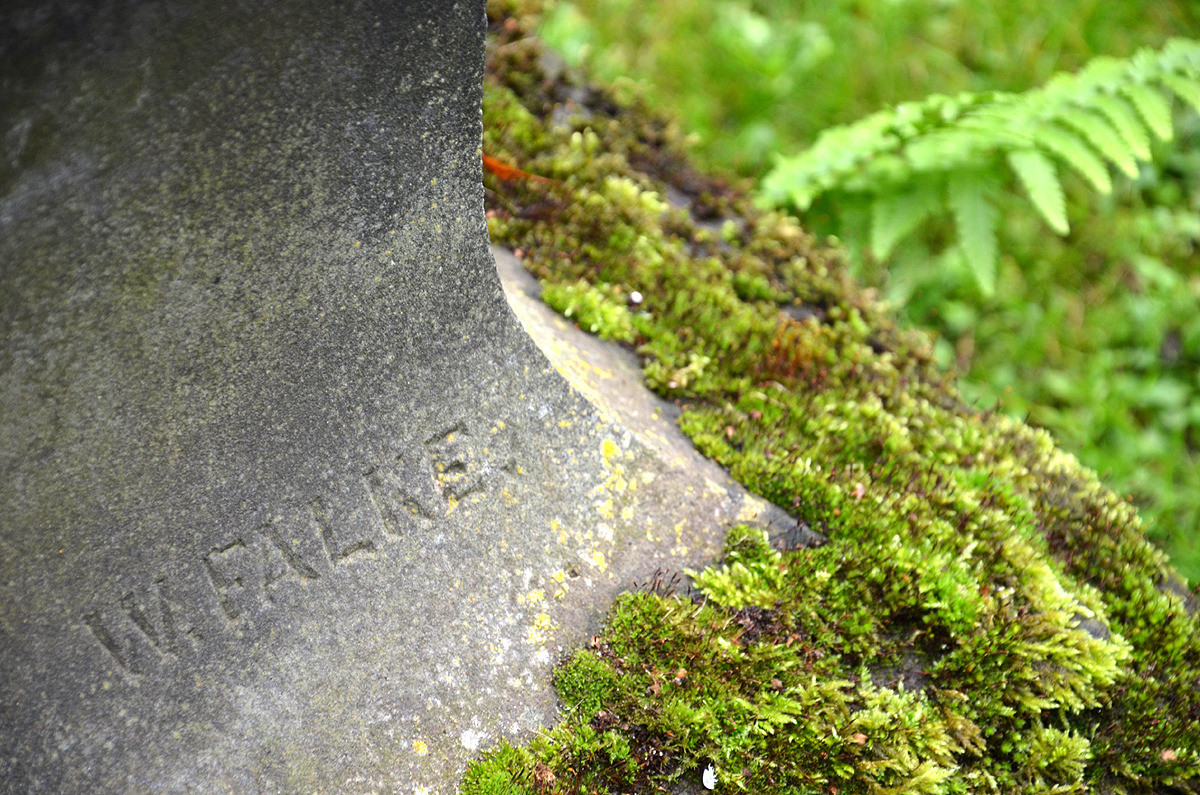
Inschrift W. Falke am Sockelfuß des Ehrengrabes von Leopold Spengemann auf dem Stadtfriedhof Engesohde

- Das vom Metz-Denkmal-Comittee unter Vorsitz von Leonard Körting aus Spenden aus mehreren Orten Niedersachsens finanzierte, nach Zusammenarbeit mit dem Bildhauer Karl Gundelach in Obernkirchener Sandstein geschaffene und am 11. März 1902 auf dem hannoverschen Stadtfriedhof Stöcken enthüllte Grabdenkmal für den „Turnvater“ Niedersachsens, Franz Wilhelm Metz[4]
- Das Ehrengrab für Leopold Spengemann (1816–1888) auf dem Stadtfriedhof Engesohde[5]